# Oxira odontophora
Oxira odontophora är en fjärilsart som beskrevs av Charles Boursin 1954. Oxira odontophora ingår i släktet Oxira och familjen nattflyn. Inga underarter finns listade i Catalogue of Life.